# Eparquía de San Marón de Sídney
La eparquía de San Marón de Sídney (en latín: Eparchia Sancti Maronis Sydneyensis Maronitarum y en inglés: Maronite Catholic Eparchy of Saint Maron of Sydney) es una circunscripción eclesiástica de la Iglesia católica en Australia. Se trata de una eparquía maronita inmediatamente sujeta a la Santa Sede. Desde el 17 de abril de 2013 su eparca es Antoine Tarabay, de la Orden Libanesa Maronita.

## Territorio y organización
La eparquía tiene 7 688 287 km² y extiende su jurisdicción sobre los fieles católicos de rito antioqueno maronita residentes en Australia.
La sede de la eparquía se encuentra en la ciudad de Sídney, en donde se halla la Catedral de San Marón. En Parramatta se encuentra la Concatedral de Nuestra Señora del Líbano.
En 2022 en la eparquía existían 17 parroquias:
- Catedral de San Marón en Redfern, suburbio de Sídney en Nueva Gales del Sur;
- Concatedral de Nuestra Señora del Líbano en Harris Park, Nueva Gales del Sur;
- San Jorge en Thornleigh, Nueva Gales del Sur;
- San José en Croydon, Nueva Gales del Sur;
- San Chárbel en Punchbowl, Nueva Gales del Sur;
- San Juan el Amado en Mount Druitt, Nueva Gales del Sur;
- San Ramón en Auburn South, Nueva Gales del Sur;
- Santa Rafka en Austral, Nueva Gales del Sur;
- Nuestra Señora del Líbano en Wollongong, Nueva Gales del Sur;[1]
- Nuestra Señora del Líbano en Thornbury, Melbourne, Victoria;[2]
- San Marón en Westbourne Park, Adelaida, Australia Meridional;[3]
- San Marón en Greenslopes, Brisbane, Queensland;[4]

## Historia
Hacia 1854 ya había registros de maronitas en Australia. Desde 1888 hubo un sacerdote maronita residente en el país. El 8 de mayo de 1893 arribaron a Australia dos sacerdotes enviados por el patriarca maronita a pedido de fieles de Sídney.
La eparquía fue erigida el 25 de junio de 1973 mediante la bula Illo fretis Concilii del papa Pablo VI.

Referente igitur Venerabili Fratre Nostro S. R. E. Cardinali Praefecto S. Congregationis, quam diximus, quid hoc super negotio sentirent sive Patriarcha Antiochenus Maronitarum, sive Conferentia Episcopalis Australiana, sive denique Delegatus Apostolicus inibi residens, apostolica potestate Nostra sequentia decernimus ac iubemus. Eparchiam seu dioecesim pro fidelibus Maronitis ritus antiocheni in Australia constituimus, cuius appellatio erit Sancti Maronis Sydneyensis. Eadem recto Apostolicae Sedi subiciatur, firma declaratione Sacrae Congregationis pro Ecclesiis Orientalibus de rationibus habendis cum Patriarchatu, die xxv mensis Martii edicta, anno MOMLXX; eparchialis sedes in urbe Sydneyo sit, in qua domicilium sacer Praesul ponet, itemque templum cathedrale habeatur sacra aedes eadem in urbe exstans, Sancto Maroni sacra.

La eparquía fue inaugurada el 13 de julio de 1973.

## Estadísticas
Según el Anuario Pontificio 2023 la eparquía tenía a fines de 2022 un total de 166 000 fieles bautizados.
| Año                                                                             | Población            | Población | Población      | Sacerdotes | Sacerdotes    | Sacerdotes    | Bautizados por sacerdote | Diáconos permanentes | Religiosos | Religiosos | Parroquias |
| Año                                                                             | Bautizados católicos | Total     | % de católicos | Total      | Clero secular | Clero regular | Bautizados por sacerdote | Diáconos permanentes | Varones    | Mujeres    | Parroquias |
| ------------------------------------------------------------------------------- | -------------------- | --------- | -------------- | ---------- | ------------- | ------------- | ------------------------ | -------------------- | ---------- | ---------- | ---------- |
| 1980                                                                            | 120 000              | ?         | ?              | 9          | 6             | 3             | 13 333                   |                      | 3          | 6          | 6          |
| 1990                                                                            | 130 000              | ?         | ?              | 23         | 16            | 7             | 5652                     |                      | 7          | 16         | 10         |
| 1999                                                                            | 160 000              | ?         | ?              | 22         | 12            | 10            | 7272                     |                      | 10         | 22         | 9          |
| 2000                                                                            | 150 000              | ?         | ?              | 24         | 11            | 13            | 6250                     | 1                    | 13         | 22         | 9          |
| 2001                                                                            | 150 000              | ?         | ?              | 24         | 11            | 13            | 6250                     | 1                    | 13         | 23         | 9          |
| 2002                                                                            | 150 000              | ?         | ?              | 24         | 9             | 15            | 6250                     | 1                    | 15         | 23         | 9          |
| 2003                                                                            | 150 000              | ?         | ?              | 30         | 16            | 14            | 5000                     | 1                    | 17         | 23         | 9          |
| 2004                                                                            | 150 000              | ?         | ?              | 30         | 16            | 14            | 5000                     | 1                    | 17         | 23         | 9          |
| 2009                                                                            | 150 000              | ?         | ?              | 44         | 25            | 19            | 3409                     |                      | 19         | 23         | 11         |
| 2010                                                                            | 150 000              | ?         | ?              | 43         | 26            | 17            | 3488                     | 1                    | 17         | 25         | 11         |
| 2014                                                                            | 150 000              | ?         | ?              | 46         | 25            | 21            | 3260                     | 2                    | 21         | 27         | 11         |
| 2017                                                                            | 154 160              | ?         | ?              | 48         | 27            | 21            | 3211                     |                      | 21         | 23         | 15         |
| 2020                                                                            | 161 370              | ?         | ?              | 43         | 20            | 23            | 3752                     |                      | 23         | 20         | 15         |
| 2022                                                                            | 166 000              |           |                | 50         | 27            | 23            | 3320                     | 5                    | 23         | 20         | 17         |
| Fuente: Catholic-Hierarchy, que a su vez toma los datos del Anuario Pontificio. |                      |           |                |            |               |               |                          |                      |            |            |            |

## Episcopologio
- Ignace Abdo Khalifé, S.J. † (25 de junio de 1973-23 de noviembre de 1990 retirado)
- Joseph Hitti (23 de noviembre de 1990-26 de octubre de 2001 renunció)
- Ad Abi Karam (26 de octubre de 2001-17 de abril de 2013 retirado)
- Antoine Tarabay, O.L.M., desde el 17 de abril de 2013